# Kick in the Eye
Kick in the Eye è un singolo del gruppo musicale britannico Bauhaus, pubblicato nel 1981 ed estratto dall'album Mask.

## Descrizione
Kick in the Eye è stato pubblicato da Beggars Banquet Records in formato 7" e 12", in differenti edizioni, sempre con sul lato B il brano Satori, con leggere differenze di durata.
Il singolo ha raggiunto la posizione numero 59 nella classifica Official Singles Chart.

## Tracce
1. Kick in the Eye – 3:34
2. Satori – 4:21

Durata totale: 7:55

## Formazione
- David J – basso, cori, produzione
- Kevin Haskins – batteria, percussioni, produzione
- Daniel Ash – chitarra, cori, produzione
- Peter Murphy – voce solista, produzione